# دونالد رامسفلد
دونالد رامسفلد (به انگلیسی: Donald Rumsfeld) (زادهٔ ۹ ژوئیه ۱۹۳۲ – درگذشته ۲۹ ژوئن ۲۰۲۱) سیاست‌مدار جمهوری‌خواه آمریکایی بود.
وی دو بار در مقام وزیر سازمان وزارت دفاع ایالات متحده آمریکا انجام وظیفه کرد. بار اول وی سیزدهمین وزیر دفاع کابینهٔ جرالد فورد بین سال‌های ۱۹۷۵–۱۹۷۷ بود، و بار دوم بین سال‌های ۲۰۰۰–۲۰۰۶ در کابینهٔ جرج واکر بوش.
او همچنین چهار مرتبه وکیل مجلس نمایندگان آمریکا بوده و در کابینهٔ ریچارد نیکسون نیز عهده‌دار سمت‌های بالایی بوده‌است.
رامسفلد نمایندهٔ ایالات متحدهٔ آمریکا در ناتو نیز بوده و بین سال‌های ۱۹۵۴ تا ۱۹۵۷ هوانورد نیروی دریایی ایالات متحده آمریکا بود.
وی فارغ‌التحصیل رشتهٔ علوم سیاسی دانشگاه پرینستون است و در این سال‌ها در دانشگاه به ورزش کشتی علاقه داشته و فعال بوده‌است. وی صاحب ۳ فرزند و ۶ نوه است.

## کتاب دانسته‌ها و نادانسته‌های دونالد رامسفلد
رامسفلد در کتاب دانسته‌ها و نادانسته‌ها از حدود نیم قرن فعالیت سیاسی و نظامی خود، جزئیات زیادی را بازگو کرده و به موضوعات مختلفی، از جنگ عراق گرفته تا زندان گوانتانامو، اشاره کرده‌است.
او که از جنجالی‌ترین چهره‌های دولت جورج واکر بوش بوده، معتقد است که «وقتی زیاد مورد انتقاد قرار نمی‌گیری، یعنی که کار چندانی انجام نمی‌دهی.»

## کودکی تا بزرگسالی وی
وی پس از سپری‌کردن دوران کودکی‌اش در خانواده‌ای متوسط در ایلینوی می‌نویسد و خاطراتش در دوران رکود اقتصادی آمریکا و جنگ جهانی دوم را بازگو می‌کند.
او می‌نویسد که در جوانی در پرینستون تحصیل کرده و در نیروی دریایی به خلبانی مشغول شده‌است.
دونالد رامسفلد که در سی سالگی به مجلس نمایندگان آمریکا راه یافته، از خاطراتش به عنوان یک جمهوری‌خواه در کنگره آمریکا در دوران کندی و جانسون می‌نویسد.
رامسفلد می‌نویسد که درست پس از بحران جنگ ویتنام، به عنوان جوان‌ترین وزیر دفاع آمریکا منصوب می‌شود. همچنین او در زمان انتصاب مجددش به وزارت دفاع در دولت بوش پیرترین وزیر دفاع آمریکا شناخته شد.
خاطرات او از دوران ریاست جمهوری ریچارد نیکسون و جرالد فورد، بخش دیگری از کتاب دانسته‌ها و نادانسته‌ها را تشکیل می‌دهد.
رامسفلد نوشته‌است که در دوران رونالد ریگان، در ۲۰ دسامبر سال ۱۹۸۳ طی مأموریتی ویژه با صدام حسین دیدار کرده‌است. وی از مخالفان حملهٔ آمریکا به عراق بود و برعکس معتقد بود که باید سر مار (کنایه از ایران) را پهن کرد، همان چیزی که ملک عبدالله پادشاه عربستان سعودی نیز بعدها گفته‌بود.

## در فرهنگ عامه
مستندناشناخته شناخته شده ۲۰۱۳ (به انگلیسی The Unknown Known) به کارگردانی ارول موریس در رابطه با زندگی کاری دونالد رامسفلد از دههٔ ۱۹۶۰ تا زمان حمله به عراق در سال ۲۰۰۳ است.

## نگارخانه

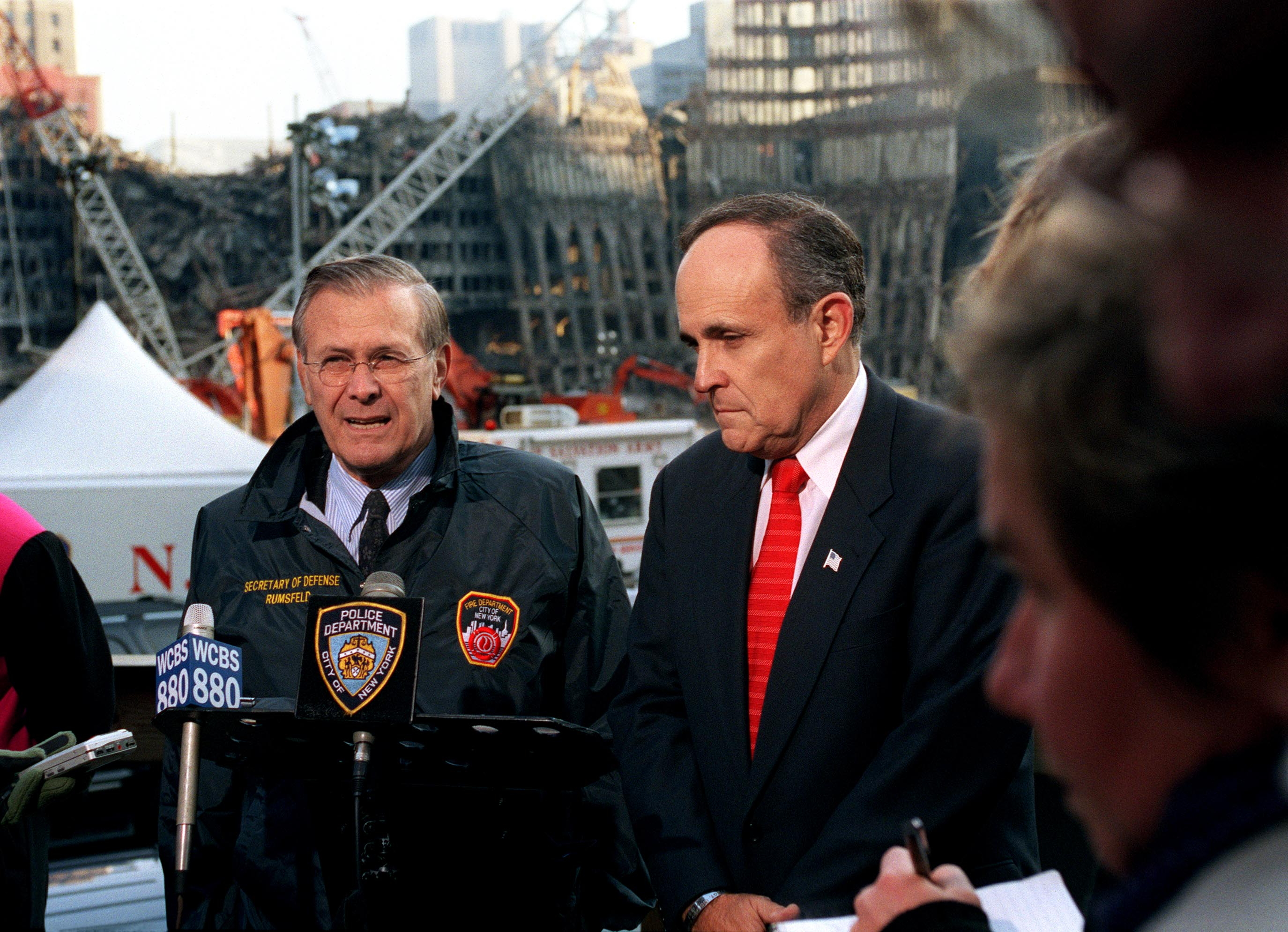
رامسفلد و رودلف جولیانی در محوطه مرکز تجارت جهانی پس از واقعه یازدهم سپتامبر.
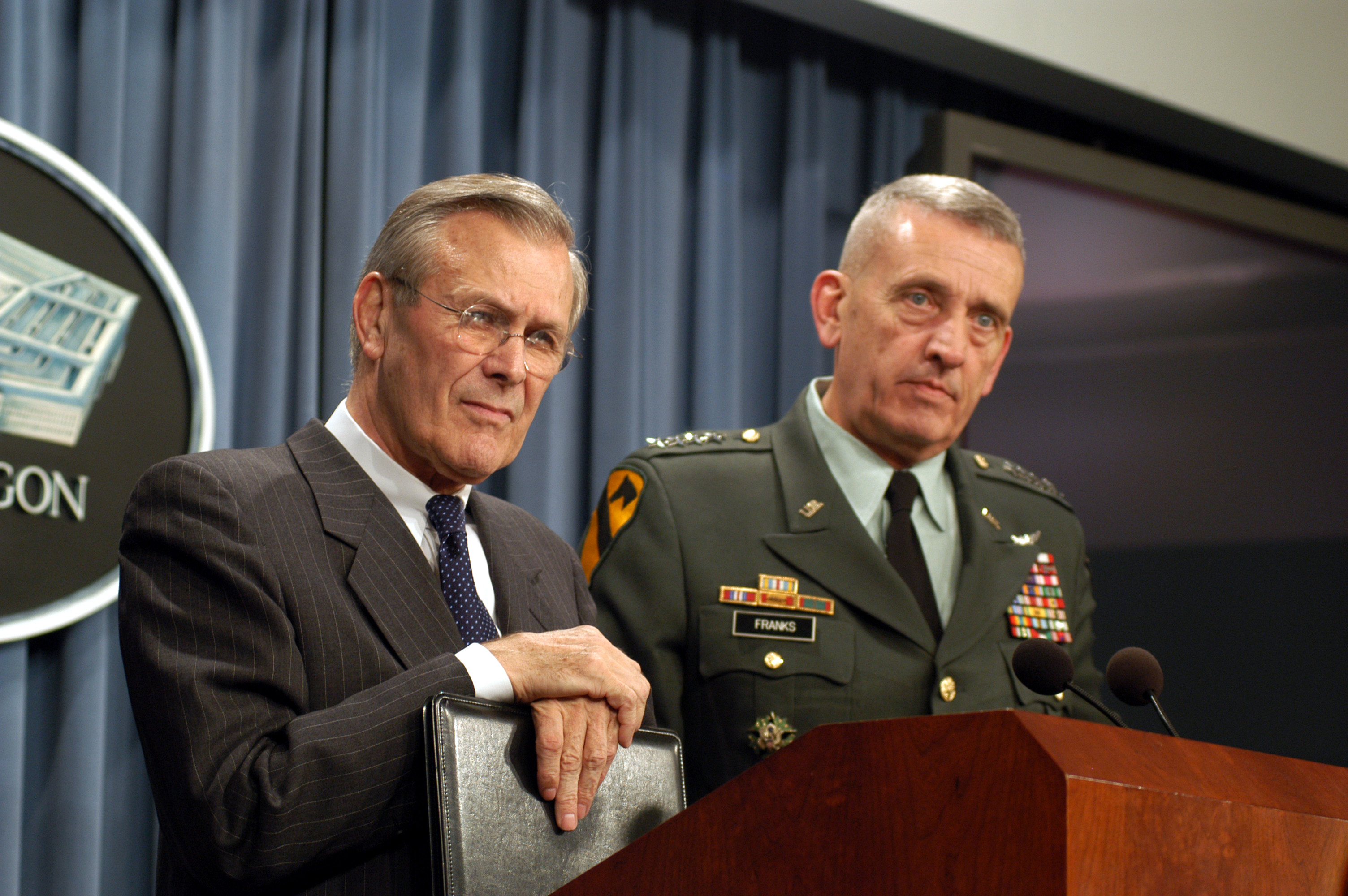
رامسفلد و ژنرال تامی فرنکس در یک کنفرانس خبری در پنتاگون.
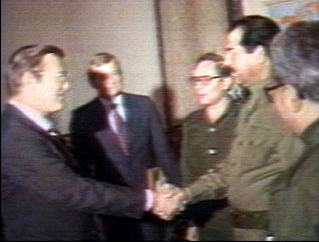
رامسفلد و صدام حسین در بغداد.
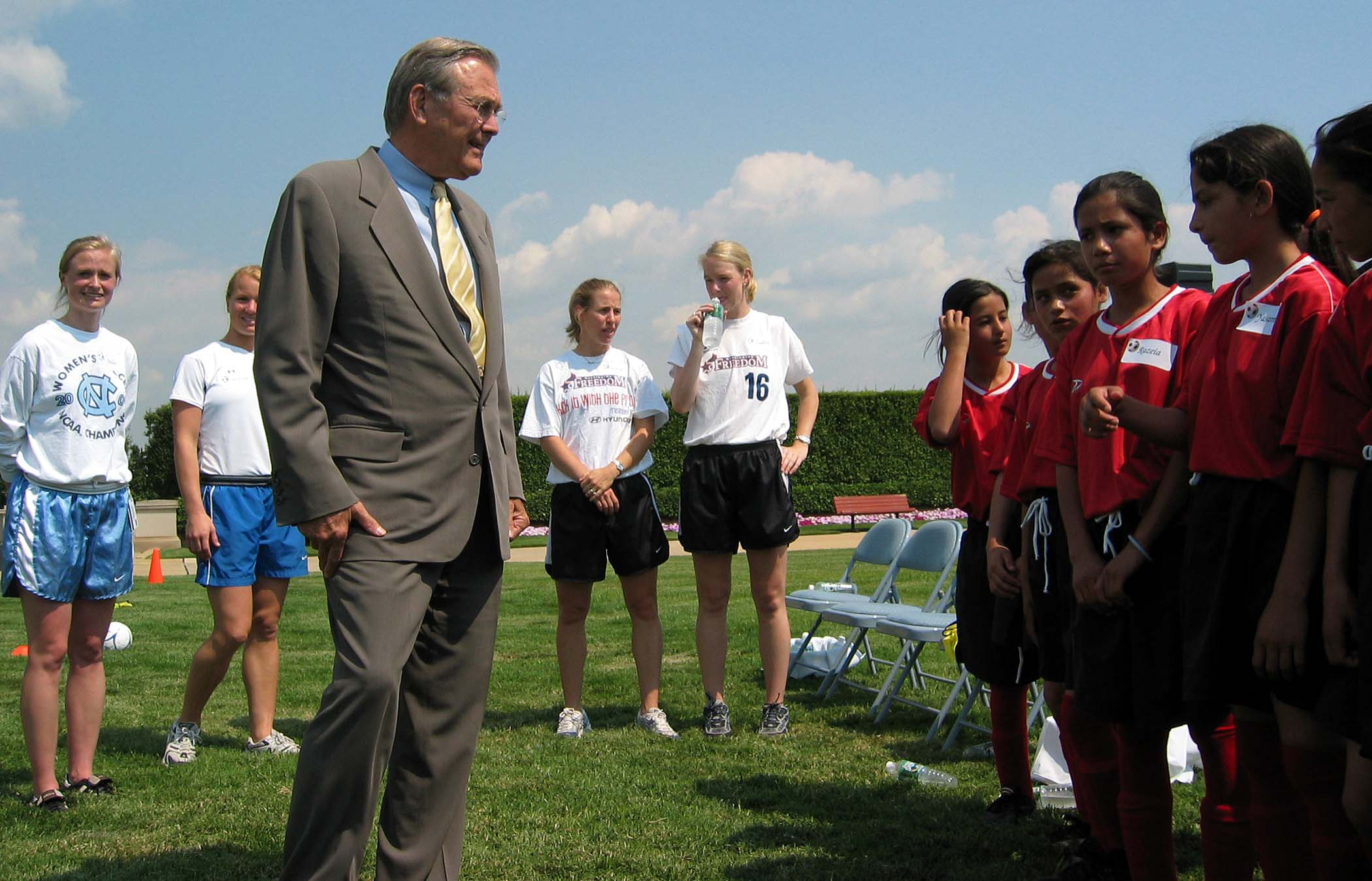
رامسفلد در دیداری از تیم فوتبال نوجوانان دختر افغانستان در سال ۲۰۰۴.